# きつね (麺類)
うどん・そばにおいてのきつねとは、かけうどん・かけそばに甘辛く煮た油揚げを乗せたものであり、「きつねうどん」「きつねそば」と呼ぶ。
ただし、地方によって指すものが異なる場合がある（#各地方の特徴にて詳述）。
地方によっては違いがあるが、使用する油揚げは、まず湯で油抜きをし、砂糖・醤油・みりんなどを使用して、しっかりと甘辛く味付ける。麺のダシ（つゆ）は濃口醤油と鰹節主体の強めのものである。熱いつゆばかりでなく、冷やしや鍋物もある。

## 歴史
きつねうどんがいつできたかについては諸説ある。江戸時代に大阪で作られたという説や、明治10年代に大阪で誕生したという説など、大阪で考案されたという説が多い。油揚げをのせたうどんを考案したのは1893年（明治26年）創業の大阪市船場のうどん屋「松葉家」とされ、同店には「大阪きつねうどん」の石碑が建てられている。古川ロッパは、エッセイ「うどんのお化け」で、きつねうどんについて「油揚げの入った奴。無論関西から来たもの」と述べている。
一方で、江戸で油揚げを種にした蕎麦があり、文献によれば大坂よりも江戸の方が古いとする説もある。
『衣食住語源辞典』（東京堂出版、1996年）では、きつねうどんが先行し後にきつねそばが誕生したものと解説されている。

## 由来
名称は稲荷寿司と同様、油揚げがキツネの好物とされていることに由来する。一説には油揚げの色（きつね色）・形がキツネがうずくまる姿に似ているからだともいう。

## 別称
「けつねうどん」あるいは「けつね」と発音されることもある。
「しのだ」ともいい、漢字では「信太」、「信田」、「志乃田」とも表記される。これは信太の森の伝説に由来する（葛の葉を参照）。
このほか「はいから」とも呼ばれる。ただし、いわゆる「たぬきうどん」を「ハイカラ」として売り出している店もある。

## 各地方の特徴
「きつねうどん」のうどんの台をそばの台にかえたものを「きつねそば」とも言うが、地方によってはその「きつねそば」を「たぬき」と称するなど、地方によって名称や特徴が異なる。
各地域の名称と内容を下記に記述する。

### 東京
1806年の書「船頭深話」に、ネギと油揚げをあしらったそばが記述されるなど歴史が古い。夜鳴き蕎麦の種物としても出ている。「南蛮」にも油揚げを入れる店も多い。江戸風俗研究家の杉浦日向子は、江戸・東京では単品で食べられる事が多いと解説している。カップ麺「どん兵衛」の東日本向けでは、西日本向けよりしっとりした揚げであり、味もこってりしている（東京の揚げ物はごま油を使用し、色よく揚げるのが主流）。

### 京都
京都の方言では、けつねとも発音する。『芦屋道満大内艦』に描かれた泉州の信太の森の葛の葉狐にちなんで「しのだ」と呼ばれることもある。京都のきつねうどんには、「味の付いた三角形の油揚げ」のものと「味付けしない刻んだ油揚げ」のものとがあり、前者は「甘ぎつね」、後者は「刻みきつね」または単に「きつね」とも呼ばれる。

### 大阪
一般的に「きつねそば」と呼ばれている物を、大阪では「たぬき」と称する。大阪を中心とした近畿地方では、醤油と砂糖で甘辛く煮た薄揚げを乗せたうどん料理を「きつね」、そば料理を「たぬき」と呼ぶことが一般的であり、「きつねそば」や「たぬきうどん」というメニューは通常存在しない。近畿において、一部に前述の京都の様に、同じ名称でも出される物が異なることがある。けつねなどと訛って発音する者もいるが、これは親愛をこめた呼び方といわれ、また、多くの場合は軽いジョークの様なノリで、わざとそう呼んで注文している場合であるともいわれる。大阪でも「しのだ」と呼称されることがある。
|          | 関西以外                                                    | 関西                                                                      |
| -------- | ----------------------------------------------------------- | ------------------------------------------------------------------------- |
| きつね   | - 油揚げをのせたそば又はうどん （きつねうどん、きつねそば） | - 油揚げをのせたうどん（けつね、しのだ）                                  |
| たぬき   | - 揚げ玉をのせたそば又はうどん （たぬきうどん、たぬきそば） | - 京都：刻んだ油揚げの上から葛餡を掛けたうどん - 大阪：油揚げをのせたそば |
| ハイカラ | －                                                          | - 揚げ玉をのせたうどん（ハイカラうどん）                                  |

## 即席めん
カップ麺としては、日清食品の「どん兵衛 きつねうどん」が全国的に発売された後に、東洋水産が「赤いきつねうどん」「紺のきつねそば」を全国に発売している。エースコックの「天ぷらきつねそば」は、そばの上に天ぷらと煮つけた揚げが乗っている。
また、徳島製粉の「金ちゃんきつねうどん」も有名である。